# Horsfield-Langfußfledermaus
Die Horsfield-Langfußfledermaus (Myotis horsfieldii) ist eine Art der Mausohren (Myotis) innerhalb der Fledermäuse (Chiroptera). Sie kommt in Teilen von Süd-, Ost- und Südostasien vor.

## Merkmale
Die Horsfield-Langfußfledermaus ist eine mittelgroße Fledermausart. Sie erreicht eine Kopf-Rumpf-Länge von 49 bis 59 Millimetern und eine Schwanzlänge von 34 bis 42 Millimetern. Die Hinterfüße haben eine Länge von 7 bis 11 Millimeter. Die Ohren messen 13 bis 15 Millimeter, sie sind gerundet und unbehaart und der Tragus ist kurz und relativ breit. Die Unterarmlänge beträgt 36 bis 42 Millimeter, die Flughaut setzt an der Außenseite der Mittelfußknochen an. Das Rückenfell ist dunkelbraun bis schwarz, die Bauchseite ist braun mit grauen Haarspitzen nahe dem Schwanzansatz. Die Länge der Hinterfüße beträgt mehr als die halbe Länge der Schienbeine (Tibiae).
Der Schädel ist filigran. Die Schnauzenregion ist kräftig mit einer flachen Einbuchtung in der Mittellinie. Der obere Prämolar P3 ist nur leicht gegen die Zahnreihe versetzt.

## Verbreitung

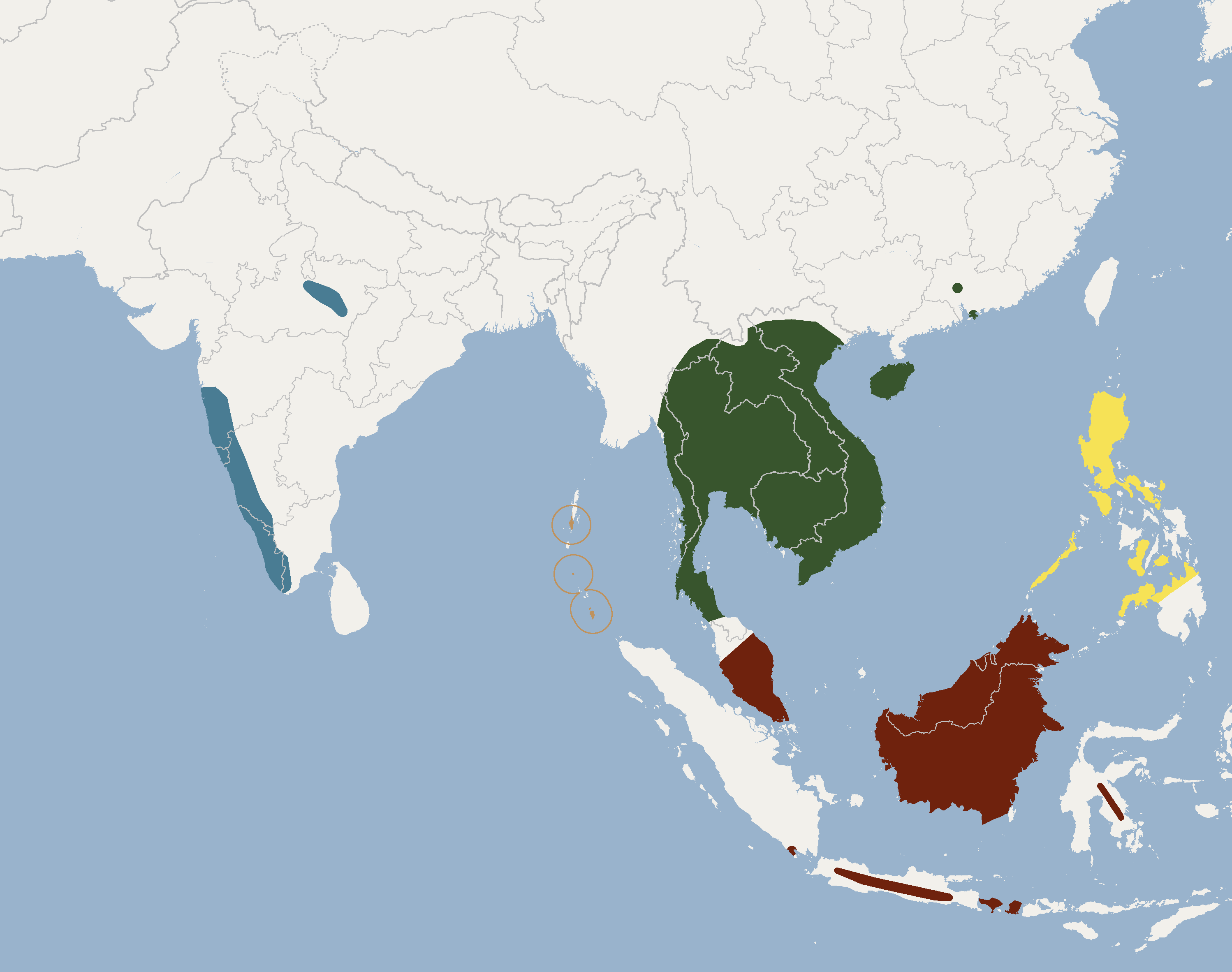
Verbreitungsgebiete der Horsfield-Langfußfledermaus entsprechend IUCN

Die Horsfield-Langfußfledermaus kommt in Ostasien und Südostasien vor. Dabei reicht das Verbreitungsgebiet von Indien und der südöstlichen Volksrepublik China bis über die südostasiatischen Inseln. In China ist sie in Guangdong, auf der Insel Hainan und in Hongkong nachgewiesen, in Indien kommt sie in den Bundesstaaten Karnataka, Kerala, Madhya Pradesh, Maharashtra und Tamil Nadu sowie auf Goa und den Andamanen und Nikobaren vor. Auf dem südostasiatischen Festland lebt die Art in einem Gebiet von Myanmar über Thailand, Laos, Vietnam, Kambodscha, der malaiischen Halbinsel und wahrscheinlich auch in Singapur. Darüber hinaus ist sie auf den südostasiatischen Inseln Indonesiens (Java, Lombok und Sulawesi), auf Borneo (Brunei und den indonesischen und malaiischen Teilen der Insel) und der Philippinen (Bohol, Catanduanes, Luzon, Mindanao, Negros, Polillo und Palawan).

## Lebensweise
Die Fledermausart kommt in bewaldeten Gebieten vor, wobei sie vor allem in wassernahen Gebieten zu finden ist. Ihre Rastplätze befinden sich in verlassenen Tunneln, Höhlen, Gebäuden und Brücken, zudem regelmäßig auch in der Vegetation im Blätterdach oder in Palmen. In Indien lebt die Art vor allem im Primärwald und in Tee-Plantagen. Die Tiere leben einzeln oder in kleinen Gruppen, nur wenige Kolonien mit mehr als 100 Individuen sind dokumentiert. In Myanmar wurde die Art in Flachlandwäldern und landwirtschaftlich genutzten Flächen in der Nähe von Karstgebieten und Kalksteinhöhlen dokumentiert. In Vietnam, Thailand und von den Philippinen stammen die meisten Nachweise aus dem Bereich von Flüssen.

## Systematik
Die Horsfield-Langfußfledermaus wird als eigenständige Art den Mausohren (Gattung Myotis) zugeordnet. Die wissenschaftliche Erstbeschreibung stammt von dem niederländischen Naturforscher Coenraad Jacob Temminck aus dem Jahr 1840, der sie anhand von Individuen vom Mount Gede auf Indonesien als Vespertilio horsfieldi beschrieb und nach Thomas Horsfield benannte. Nach neueren Arbeiten handelt es sich bei der Art wahrscheinlich um einen Komplex mehrerer Arten. In früheren Darstellungen wurde sie der Südasiatische Wasserfledermaus (Myotis adversus) zugeordnet.
Innerhalb der Art werden mit der Nominatform fünf Unterarten unterschieden:
- Myotis horsfieldii horsfieldii
- Myotis horsfieldii deignani
- Myotis horsfieldii dryas
- Myotis horsfieldii jeannei
- Myotis horsfieldii peshwa

## Gefährdung und Schutz
Die Art wird von der International Union for Conservation of Nature and Natural Resources (IUCN) aufgrund des großen Verbreitungsgebietes, der regelmäßigen Vorkommen und geringer Risiken für die Bestände als nicht gefährdet (least concern) eingeordnet. Potenzielle bestandsgefährdende Risiken für die gesamten Bestände der Art sind nicht bekannt, allerdings ist sie regional durch Holzeinschläge und Lebensraumumwandlungen in landwirtschaftliche Flächen bedroht. Weitere Gefährdungen gehen von der Störung in den Rastplätzen aus.

## Belege
1. 1 2 3 4 5 6 7  Don E. Wilson: Horsfield's Myotis. In: Andrew T. Smith, Yan Xie: A Guide to the Mammals of China. Princeton University Press, 2008; S. 377, ISBN 978-0-691-09984-2.
2. 1 2 3 4 5 6 7  Myotis horsfieldii in der Roten Liste gefährdeter Arten der IUCN 2017-3. Eingestellt von: G. Rosell-Ambal, B. Tabaranza, L. Heaney, J.C. Gonzalez, S. Molur, C. Srinivasulu, 2008. Abgerufen am 29. Januar 2018.
3. 1 2  Don E. Wilson & DeeAnn M. Reeder (Hrsg.): Myotis horsfieldii in Mammal Species of the World. A Taxonomic and Geographic Reference (3rd ed).